# رضی (رامیان)
رضی، روستایی است از توابع بخش مرکزی شهرستان رامیان در استان گلستان ایران.
دهکده ی ییلاقی و زیبای رضی با ارتفاع ۱۳۰۰ متری از سطح دریا، جزو دهستان قلعه میران از توابع بخش مرکزی شهرستان رامیان است که فاصله‌اش از مرکز شهرستان ۲۸ کیلومتر و از جاده ی اصلی رامیان - شاهرود ۳ کیلومتر می باشد. این دهکده‌ زیبا به لحاظ قدمت تاریخی چندصد ساله، تفرجگاه‌های زیبا، راه های ورودی و خروجی متعدد و جدایی بافت قدیم و جدید روستا از هم تفاوت خاصی نسبت به روستا های اطراف خود دارد. همچنین از دیگر ویژگی های این روستا می توان به چشم انداز وسیع از کوه قلعه ماران تا جنگل اولنگ و از جنگل اولنگ تا حاجی کوه و سرسو، همچنین داشتن جاده آسفالته، چشمه‌های متعدد، مناسب بودن خاکش برای کشت غلات، حبوبات و احداث باغات میوه، و نیز مساعد بودنش برای کشت زعفران، گل‌های گیاهی و برخورداری از آب و هوای کوهستانی و خشک، آب شرب بهداشتی و برق و گاز منطقه‌ای، زمین مساعد و فراوان و همچنین داشتن نیروی انسانی توانمند از نظر مذهبی، فرهنگی، علمی، سیاسی، اجتماعی و ورزشی اشاره کرد که مکان بسیار خوبی برای سرمایه گذاری، زندگی و تفریح و گردشگری ایجاد نموده است.

## زبان و گویش
زبان مردم روستای رضی همچون زبان مردم بلوک کوهسار و کبودجامه شهرستان مینودشت و گالیکش از هویت قبلی مردم قبل از روی کارآمدن نام قزلباش توسط صفویه و رها کردن ماوای قبلی خود در دشت جرجان،گویش پارسی گرگانی که امروزه به گویش استرآبادی شناخته می شود،می باشد.اگرچه روستا مهاجران کرمانج و جوینی و گرمه ای و کومشی را دارد،اما نوع زبان مردم براساس اکثریت کوهسارها و دقیقا نوع گویشی که در روستای دوزین مینودشت مکالمه می شود،می باشد.درمقابل روستای جوزچال رامیان با وجود کرمانج ها و... بخاطر اکثریت کوهسارها نوع گویشی که در روستای قلعه قافه مینودشت می باشد را مکالمه می کنند.افعال به کار برده شده در گویش مردم رضی اگرچه همچون زبان مردم خراسان صرف می شود،اما اسامی،القاب و نسبت های خانوادگی به سمت کرانه ی دریای مازندران برمی گردد و درواقع پیوند ناگسستنی مردم با هویت گرگانی و هم تبارهای استرآبادی خود را نشان می دهد.

## جمعیت
این روستا در دهستان قلعه‌میران قرار دارد و براساس سرشماری مرکز آمار ایران در سال ۱۳۸۵، جمعیت آن ۱۹۶ نفر (۵۲خانوار) بوده‌است  که بیشتر مردمان آن به کشاورزی و دامداری و تعدادی از جوانان این روستا نیز در معادن زغال سنگ روستا مشغول به کار هستند .
از خاندان های قدیمی روستای رضی (به ترتیب حروف الفبا) می توان از منصوری رضی، میرعرب رضی و نصیری رضی نام برد.
که این خاندان خود به طوایف متفاوتی تقسیم می شوند.که در زمان رضاپهلوی هر گروه با گروه هایی هم فامیلی شده اند.که در این بین می توان طوایفی با دو فامیلی منصوری و میرعرب را یافت که به هم متصل می گردند.
فامیلی منصوری که برگرفته از انتخاب بزرگ طایفه ی خُدوک(کَلبه اکبر پسر ابراهیم خُدوک) در آن زمان می باشد که طوایفی دیگر هم مانند خُدوک ها نام خانوادگی منصوری را برمی گزینند.
و فامیلی میرعرب که برگرفته از انتخاب بزرگ طایفه ی رجبعلی ها(کَلبه سید میرحسین پسر
سیدمیررجبعلی) که در آن زمان گویا کدخدا بوده و طوایف بسیاری به انتخاب او میرعرب می شوند،می باشد.که ازمیراول نام پدرخویش+عرب بوده است که در دهه ی نود سیصد شمسی شجره ی خود که منتسب به سادات موسوی می باشند را نیز درآورده اند. و نصیری ها که برگرفته از نام اول شخص خود عبدالنصیر فامیلی نصیری را انتخاب کردند که تنها یک طایفه آقاخان به دلیل وصلت با نصیری ها،در کنار آنان نصیری می باشند.
همچنین خاندان هایی مانند رجنی های مهاجر از ترسه ی مینودشت که ابتدا به رجن و بلافاصله بعد از فامیلگذاری وارد رضی می شوند که نقش به سزایی در نسل های بوجود آمده و همچنین نسل خود با دگر فامیلی ها دارند که تنها فامیلی آنان چیزی جز سه فامیلی پسونددار رضی می باشد!کهساری ها که اصالتی کلاته خیجی دارند که به جوزچال رفته و بعد بعنوان جوزچالی در چند دهه بعد از فامیلگذاری وارد روستا می شوند. نوروزی ها که از نسل علی کومشی و سادات قدیمی روستا می باشند که از تنها فرزند علی کومشی شهید بزرگوار مراعلی نوروزی می باشند،  نکوئی ها که از نسل مصیب نکوئی که با ازدواج با دختر محمد پسرآقامَد(بزرگ طایفه آقامَدی ها که فامیلی منصوری و میرعرب را در طایفه ی خود دارند)هستند،می باشند.در ادامه و سالهایی دیگر فامیلی هایی  دیگری با وصلت با اهالی وارد روستا می شوند. همچنین اهالی از رضی با مهاجرت به نظام آباد(نگین شهر آزادشهر)فامیلی نعیمی را برمی گزینند که در واقع یکی دیگر از فامیلی های اهالی منتسب به رضی می باشد.این گروه که از طایفه ی نوروزعارِق با دو فامیلی منصوری و میرعرب هستند.که فرزندان علی اصغر پسر کَلبه علی پسر نوروزعارِق و مهربانو دختر کَلبه حسین پسر ابراهیم خُدوک و شهربانو دختر کَلبه حسن پسر ابراهیم خُدوک می باشند.
روستای رضی در دو سده ی دویست و سیصد شاهد ورود و خروج های بسیاری بوده است که اکثریت آن را تات های قزلباش مهاجر از کوهسارات مینودشت و گالیکش تا خراسان تشکیل می دهند و بعد آن کردهای کرمانج مناطق خراسان که به کِردها معروفند و بعد آن اقوام پشت کوه(ابر_خیج_کلاته خیج)که به گوداری ها(ابری ها) و کومشی ها معروفند،تشکیل می دهند.که امروزه تمامی این مردمان با فامیلی های نام برده شده و طوایف مختلف اما یک هویت رضی گی نام برده می شوند.

## تاریخچه
وجود پنج قبرستان در "اوروکلچنار"، "پرسیانی"، "مرستانی" و "تختا" که آثار و استخوان های اموات به روشنی از دل خاک بیرون آمده و آثار قبور مشخص هستند و همچنین قبرستان فعلی روستای رضی که بیش از سه هکتار را شامل می گردد، از علایم اثبات کننده این موضوع است که صدها سال در این روستا زندگی جریان داشته است. همچنین وقف نامه ای که از سال 1047 و دوره صفویان باقی مانده نیز نشانی بر قدمت سکونت در روستا را دارد. یکی از قدیمی ترین وقف نامه های موجود در منطقه حاکی از آن است که در سال 1047 قمری فردی به نام مرشد قلی که از اعقاب طایفه نصیری هاست این منطقه را به فرزندان ذکور خود وقف کرده است. منطقه ای محصور بین رودخانه رودبار (جوزچال) تا روستای نرگس چال و وطن در مسیر جاده خوش ییلاق از یک سو و ملچ آرام و روستای کلو از سوی دیگر.

## معماری و تقسیم بندی
معماری روستای رضی پلکانی بوده و تا حد زیادی مشابه روستای ماسوله می باشد. همچنین روستا به چهار بخش بالا محله(بالا ملّه)، پایین محله(پایین ملّه)، این رو (ایرو) و اون رو(اورو) تقسیم شده است. در سال های اخیر در بخش بالایی روستای رضی خانه های جدید به سبک شهری ساخته شده است که کاملا جدا از بافت قدیمی روستا است. به همین دلیل در بافت سنتی روستا تغییر زیادی صورت نگرفته است. حدود 3.5 کیلومتر از بالای رضی (بین روستای رضی و کشک) منطقه گردشگری زیبایی به نام سرسو وجود دارد که دارای مناظر بسیار زیبا در چهار فصل سال است.